# Scipopeza dimorpha
Scipopeza dimorpha är en tvåvingeart som beskrevs av Willi Hennig 1936. Scipopeza dimorpha ingår i släktet Scipopeza och familjen långbensflugor.
Artens utbredningsområde är Peru. Inga underarter finns listade i Catalogue of Life.